# A közúti gőzjárművek története

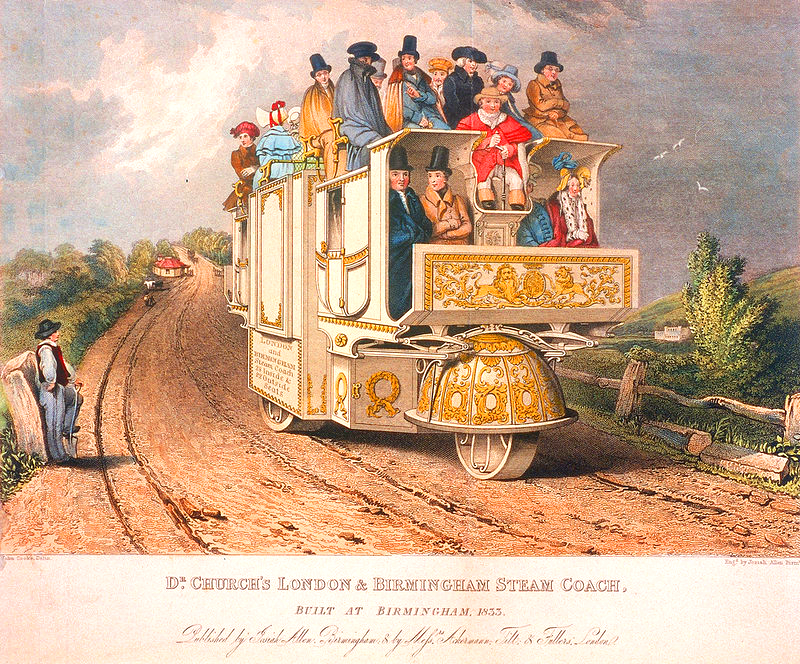
Gőzgéppel hajtott busz Angliában, 1833

A közúti gőzjárművek története a gőzgép által meghajtott, szárazföldi és sínektől független használatra szánt járművek fejlesztését foglalja magában, akár hagyományos közúti használatra, mint a gőzautó és a gőzszekér, akár mezőgazdasági vagy nehéz teherszállítási munkára, mint a vontatómotor.
Az első kísérleti járműveket a 18. és 19. században építették, de csak miután Richard Trevithick 1800 körül kifejlesztette a nagynyomású gőz használatát, váltak a mobil gőzgépek gyakorlati javaslattá. A 19. század első felében nagy előrelépés történt a gőzjárművek tervezésében, és az 1850-es évekre már kereskedelmi alapon is megvalósíthatóvá vált a gyártásuk. Ezt a fejlődést visszafogták azok a jogszabályok, amelyek korlátozták vagy megtiltották a gőzüzemű járművek közúti használatát. Mindazonáltal az 1880-as évektől az 1920-as évekig a járműtechnológia és a gyártási technikák folyamatosan fejlődtek, és számos alkalmazási területre fejlesztettek ki gőzzel működő közúti járműveket. A 20. században a belsőégésű motorok technológiájának gyors fejlődése a gőzgép mint a járművek meghajtásának kereskedelmi alapon történő megszűnéséhez vezetett, és a második világháború után viszonylag kevés jármű maradt használatban. Sok ilyen járművet szerettek volna megőrizni, és számos példányuk még ma is létezik. Az 1960-as években a kaliforniai légszennyezési problémák miatt rövid időre megnőtt az érdeklődés a gőzüzemű járművek fejlesztése és tanulmányozása iránt, mint a szennyezés csökkentésének lehetséges eszköze iránt. A gőzrajongók érdeklődésétől, az alkalmi járműutánzatoktól és a kísérleti technológiától eltekintve jelenleg nem gyártanak gőzjárműveket.
A korai gőzüzemű járművek, amelyek ritkák, de nem ritkák voltak, jelentős hátrányokkal rendelkeztek, ahogyan azt 100 évvel később szemléljük. Lassan indultak, mivel a gőz előállításához vizet kellett forralni. Szennyes tüzelőanyagot (szenet) használtak, és piszkos füstöt eregettek. Az üzemanyag terjedelmes volt, és kézzel, lapát segítségével kellett a járműre tölteni. A motornak vízre volt szüksége, és ha nagy sebességgel használták, akkor gyakrabban kellett vizet tölteni. A legtöbb járműnek fémkerekei voltak, és a tapadásuk nem volt túl jó. Nehézek voltak. A kemencéhez hasonlóan a forró hamut is el kellett távolítani és ártalmatlanítani. A legtöbb esetben a használónak magának kellett elvégeznie a karbantartást. A sebesség lassú volt, körülbelül 20 mérföld (32 km) óránként, és a gyorsulás nagyon lassú volt. Ugyanakkor a korban ez "csúcstechnológia" volt. A későbbi fejlesztések nagy előrelépést jelentettek: tisztább folyékony üzemanyagot (kerozin) használtak, kondenzátorral és gumiabroncsokkal látták el, és sokkal könnyebbek voltak.

## Korai úttörők
A gőzgép korai, 1700 előtti kutatása szorosan kapcsolódott az önjáró járművek és hajók kereséséhez. 1712-től az első gyakorlati alkalmazások nagyon alacsony nyomáson működő helyhez kötött berendezések voltak, amelyek nagyon nagy méretű motorokat igényeltek. A közúti közlekedéshez szükséges méretcsökkentés a gőznyomás növekedését jelentette, a korszak nem megfelelő kazántechnológiája miatt minden ezzel járó veszéllyel együtt. A nagynyomású gőz erős ellenzője James Watt volt, aki Matthew Boultonnal együtt mindent megtett, hogy lebeszélje William Murdochot az 1784-ben modell formájában megépített és működtetett gőzkocsija kifejlesztéséről és szabadalmaztatásáról. 1791-ben egy nagyobb gőzkocsit épített, amelyet azonban más munkák miatt fel kellett adnia.
A 18. század második felében számos kísérlet történt önjáró, kormányozható járművek gyártására. Sokan modell formájában maradtak meg. A fejlődést számos, a közúti járművekre általában jellemző probléma hátráltatta, mint például a megfelelő útburkolat, a megfelelő, egyenletes forgó mozgást biztosító erőforrás, a gumiabroncsok, a rezgésálló karosszéria, a fékezés, a felfüggesztés és a kormányzás. E kérdések rendkívüli összetettsége ugyanúgy hátráltatta a több mint száz éven át tartó fejlődést, mint az ellenséges jogszabályok.

### Verbiest gőzkocsi
Ferdinand Verbiestről feltételezik, hogy 1679 körül megépítette a talán első gőzkocsit, de erről nagyon kevés konkrét információ ismert. Úgy tűnik, hogy a belga jármű az olasz Grimaldi (1700 eleje) és a francia Nolet (1748) gőzkocsi utódjának inspirációjául szolgált.

### Cugnot "Fardier à vapeur"
Nicolas-Joseph Cugnot "machine à feu pour le transport de wagons et surtout de l'artillerie" ("szekerek és különösen a tüzérség szállítására szolgáló tűzgép") két változatban készült, egy 1769-ben és egy 1771-ben a francia hadsereg számára. Ez volt az első olyan gőzkocsi, amely nem játék volt, és amelyről tudták, hogy létezik. A Cugnot fardier egy olyan kifejezés, amelyet általában egy masszív, kétkerekű, kivételesen nehéz rakományok szállítására szolgáló szekérre alkalmaztak, 4 tonna (3,9 tonna) szállítására volt hivatott, és akár 4 km/h sebességgel is haladhatott. A jármű háromkerekű volt, két hátsó kerékkel és egy kormányzott első kerékkel, amelyet egy kormányrúddal irányítottak. A korszakból számos bizonyíték van arra, hogy ez a jármű valóban futott, így valószínűleg ez volt az első ilyen jármű, azonban rövid életű kísérlet maradt, mivel a jármű instabil volt, és nem érte el a hadsereg által előírt teljesítményszintet.

### Symington gőzkocsi
1786-ban William Symington gőzkocsit épített.

### Fourness és Ashworth gőzkocsi
A Fourness és Ashworth 1788 decemberében 1674. számú brit szabadalmat kapott egy gőzkocsira.

### Trevithick gőzkocsi
1801-ben Richard Trevithick egy kísérleti gőzhajtású járművet (Puffing Devil) épített, amely egy kazánba zárt tűztérrel volt felszerelve, egy függőleges hengerrel, az egyetlen dugattyú mozgását pedig összekötőrudak segítségével közvetlenül a hajtókerekekre továbbították. A beszámolók szerint a jármű tömege 1520 kg volt teljes terheléssel, a sík úton elért sebessége pedig 14,5 km/h (9 mph). Első útja során felügyelet nélkül hagyták, és "önmegsemmisítésre" került. Trevithick hamarosan megépítette a London Steam Carriage-t, amely 1803-ban sikeresen futott Londonban, de a vállalkozás nem keltett érdeklődést, és hamarosan összeomlott.
Trevithick járművével kapcsolatban egy "Mickleham" nevű angol író 1822-ben alkotta meg a Gőzgép kifejezést:
"A konstrukcióban a legszebb egyszerűséget mutatja az alkatrészek, a legokosabb kiválasztását a megfelelő formáknak, a legkényelmesebb és leghatékonyabb elrendezést és összekapcsolást, amely egyesíti az erőt az eleganciával, a szükséges szilárdságot a legnagyobb hordozhatósággal, korlátlan erővel rendelkezik, csodálatos hajlékonysággal, hogy alkalmazkodjon a változó ellenálláshoz: valóban gőzgépnek nevezhetjük."

### Evans Gőzüzemű kétéltű vízi jármű
1805-ben Oliver Evans megépítette az Oruktor amphibolost (szó szerint kétéltű kotrógép), egy gőzzel hajtott, lapos fenekű kotróhajót, amelyet úgy alakított át, hogy vízen és szárazföldön egyaránt önjáró legyen. Széles körben úgy tartják, hogy ez volt az első kétéltű jármű, és az első gőzzel hajtott közúti jármű, amely az Egyesült Államokban közlekedett. A gép tervei azonban nem maradtak fenn, és a teljesítményéről szóló egyetlen beszámoló magától Evanstól származik. Evans leírásainak későbbi elemzése azt sugallja, hogy az 5 lóerős (3,7 kW) motor valószínűleg nem volt elég erős ahhoz, hogy a járművet akár a szárazföldön, akár a vízen mozgassa, és hogy a bemutatóhoz választott útvonalon a gravitáció, a folyók áramlása és az árapály segítette volna a jármű haladását. A kotróhajó nem volt sikeres, és néhány év tétlenség után alkatrészekre bontották.

### Summers és Ogle gőzkocsi
1830 vagy 1831 körül a southamptoni Millbrook vasöntödében működő Summers and Ogle két háromkerekű gőzkocsit készített.
1831-ben Nathaniel Ogle, a cég munkatársa a gőzkocsikról tanúvallomást tett a "House of Commons gőzkocsikkal foglalkozó különbizottsága" előtt.
1832-ben az egyik gőzkocsijuk Oxfordon keresztül Birminghambe és Liverpoolba utazott.
Egy 1833. júniusi újságjelentés egy londoni bemutatóról számolt be:
Múlt szombaton Nathaniel Ogle úr, több hölgy kíséretében, G. Burdett úrral, Macgary úrral, C. Bischoff úrral, Babbage úrral és más urakkal együtt, gőzkocsiján a Portman Square-i King Street-i bazárból Rothschild úrhoz ment a Stamford Hill-i rezidenciájára. A jármű, bár közel hatszáz mérföldet zötykölődött az utakon, hatékony állapotban van. Eleinte kis mennyiségű hulladékgőz volt érzékelhető, amíg a kazánok és a burkolat fel nem melegedett. A teljes hét mérföldes távolságot az utak zsúfoltsága ellenére harmincegy perc alatt tettük meg, és a hirtelen és keskeny emelkedőt Rothschild úrhoz tökéletes pontossággal tettük meg, ami aligha volt elvárható egy ilyen hosszú és nehézkes járműtől. A társaságot Rothschildné és Rothschild úr nagyon urbánusan és kedvesen fogadta, és miután elfogyasztották a frissítőket, visszatértek a Baker Streetre.

## Korai gőzkocsik
Trevithick kocsijánál egy ideig kereskedelmileg sikeresebbek voltak az 1830-as években Angliában működtetett gőzkocsi-szolgáltatások, amelyeket elsősorban Sir Goldsworthy Gurney és többek között Walter Hancock munkatársai, Skóciában pedig John Scott Russell üzemeltetett. A Turnpike Acts által kivetett súlyos útdíjak azonban elriasztották a gőzzel közlekedő közúti járműveket, és rövid ideig lehetővé tették a lóvontatás további monopóliumát, amíg az 1840-es és 1850-es években ki nem alakultak a vasúti fővonalak.
Sir James C. Anderson és mérnök társa, Jasper Wheeler Rogers voltak az elsők, akik gőzmeghajtású járműveket hoztak Írországba. Rogers és Anderson az 1830-as években és az 1840-es évek elején alkották meg ezen eszközök saját változatát, ahol az írországi postakocsiutakat kihasználó, a sziget egészére kiterjedő szállítóhálózatot szorgalmaztak. Egy 1838-as Cork Southern Reporter cikk Anderson "steam drag, or carriage for common roads" (gőzhúzó vagy kocsi a közös utakra) című munkájáról beszámol arról, hogy Anderson és apja (mindketten Buttevant Castle-ből) "egy vagyont költöttek huszonkilenc sikertelen kocsi építésére, hogy sikerüljön a harmincadik". Jasper Rogers egy korábbi kovakő-üveggyárban, a Fort Chrystalban építette ír gőzzel hajtott kocsijait, amely a mai Dublin keleti falának nevezett területen található.
Rogers és Anderson az írországi áru- és személyszállítás javításával kapcsolatos érdeklődését kísérve különösen azért szorgalmazták a gőzzel hajtott egyéni járműveket, mert a rendszer fenntartásához szükséges üzemeltetők, az úthálózat személyzete és a munkáscsapatok sokkal átfogóbbak voltak, mint amennyit egy vasúti rendszer önmagában igénybe vett, egy olyan időszakban, amikor Rogers és Anderson az írországi bérfoglalkoztatás maximalizálására törekedett. Láthatták, hogy közvetlen versenytársuk, a vasút nagymértékben csökkentené az írországi közlekedési infrastruktúrán belüli munkaerőigényt. Hasonlóképpen, egy országos vasúti rendszer inkább összehúzódna, mintsem bővülne a sziget belsejében lévő utazási célpontok tekintetében. Rogers és Anderson gőzjármű-rendszere számos útállomást igényelt a tankoláshoz és az édesvíz-ellátáshoz, ugyanakkor ezeken az állomásokon "közúti rendőrség", valamint távíróállomás is működhetett volna. Lényegében a legtöbb ír falu, függetlenül attól, hogy mennyire távoli, részt vett volna ebben a nagy gőzjármű-hálózatban. A helyiek azzal kereshetnének plusz pénzt, hogy köveket szállítanának az üzemanyagállomásokra, olyan köveket, amelyeket az utak építésére, javítására vagy karbantartására használnának fel. Ezenkívül minden falunak szüksége lenne egy helyi útjavító személyzetre.

## A gőzüzemű közúti járművek katonai alkalmazása
A krími háborúban (1853-1856) egy vontatómotort használtak több nyitott teherautó vontatására.
Az 1870-es években számos hadsereg kísérletezett gőzvontatókkal, amelyek utánpótláskocsikból álló közúti szerelvényeket húztak.
1898-ra Angliában a katonai manőverek során akár négy kocsit is tartalmazó gőzvontató motoros szerelvényeket alkalmaztak.
1900-ban a John Fowler & Co. páncélozott közúti szerelvényeket biztosított a brit erők számára a második búr háborúban.

## A gőz viktoriánus kora
Bár a mérnökök zseniális gőzzel hajtott közúti járműveket fejlesztettek ki, ezek nem élveztek olyan mértékű elfogadottságot és elterjedést, mint a gőzerő a tengeren és a vasúton a "gőz korának" 19. század közepén és végén.
Ransomes 1841-ben épített egy hordozható gőzgépet, azaz egy kerekeken guruló mezőgazdasági gőzgépet, amelyet lovak vontattak tanyáról tanyára. A következő évben Ransomes automatizálta azt, és a motor magától hajtott a farmokra.
A kemény törvényhozás 30 évre gyakorlatilag kiszorította a mechanikus meghajtású járműveket Nagy-Britannia útjairól. 1861-ben a Locomotive Act korlátozó sebességkorlátozást írt elő a "közúti mozdonyokra", amely a városokban 5 mph (8 km/h), vidéken pedig 10 mph (16 km/h) sebességkorlátozást írt elő. 1865-ben a mozdonyokról szóló törvény (a híres Red Flag Act) tovább csökkentette a sebességhatárokat 4 mph-ra (6,4 km/h) vidéken és mindössze 2 mph-ra (3,2 km/h) városokban, továbbá előírta, hogy minden jármű előtt egy piros zászlót (sötétedéskor piros lámpát) tartó embernek kell haladnia. Ugyanakkor a törvény felhatalmazta a helyi hatóságokat arra, hogy meghatározzák, mely órákban használhatják az utakat az ilyen járművek. Az egyetlen kivételt az utcai villamosok jelentették, amelyek 1879-től a Kereskedelmi Tanács engedélyével közlekedhettek.
Franciaországban a helyzet gyökeresen különbözött az 1861. évi miniszteri rendelet hatályától, amely hivatalosan engedélyezte a gőzjárművek közlekedését a közutakon. Bár ez az 1870-es és 1880-as években jelentős technológiai fejlődéshez vezetett, a gőzjárművek mégis ritkaságszámba mentek.
A sikeres vasúthálózat jelentette verseny bizonyos mértékig csökkentette a gőzjárművek iránti igényt. Az 1860-as évektől kezdve a figyelem inkább a vontatómotorok különböző formáinak kifejlesztésére irányult, amelyeket vagy helyhez kötött munkára, például fafűrészelésre és cséplésre, vagy a vasúthoz túlságosan nagy tömegű rakományok szállítására lehetett használni. Gőzzel működő teherautókat is kifejlesztettek, de ezek használata általában a nehéz anyagok, például a szén és az építőanyagok helyi elosztására korlátozódott a vasútállomásokról és a kikötőkből.

### Rickett of Buckingham gőzkocsi
1854-ben Thomas Rickett of Buckingham megépítette az elsőt a több gőzkocsi közül, 1858-ban pedig a másodikat. A gőzkocsi kinézete helyett inkább egy kis mozdonyra hasonlított. Három kerékre szerelt gőzgépből állt: két nagy, meghajtott hátsó kerékből és egy kisebb első kerékből, amellyel a járművet kormányozták. A gép súlya 1,5 tonna volt, és valamivel könnyebb, mint Rickett gőzkocsija. Az egészet egy lánchajtás hajtotta, és óránként tizenkét mérföldes maximális sebességet ért el.
Két évvel később, 1860-ban Rickett egy hasonló, de nehezebb járművet épített. Ez a modell lánc helyett sarkantyús fogaskerékhajtást épített be. A vasúti mozdonyra hasonlító végleges konstrukciójában a hengerek közvetlenül a hajtótengely forgattyúin kívül voltak összekapcsolva.

### Roper gőzkocsi
Sylvester H. Roper 1863-ban a Massachusetts állambeli Bostonban közlekedett egy általa feltalált gőzkocsival. Az egyik 1863-as gőzautója a Henry Ford Múzeumba került, ahol 1972-ben ez volt a gyűjtemény legrégebbi autója. 1867-1869 körül épített egy gőzzel működő velocipédet, amely talán az első motorkerékpár volt. Roper 1896-ban halt meg szívelégtelenségben, miközben gőzmotorkerékpárjának egy későbbi változatát tesztelte.

### Manzetti gőzautó
1864-ben Innocenzo Manzetti olasz feltaláló közúti gőzgépet épített. Elöl volt a kazánja és egy egyhengeres motorja.

### Holt közúti gőzhajó
H.P. Holt 1866-ban épített egy kis közúti gőzhajót. A sík utakon óránként húsz mérföldes sebesség elérésére képes, hátul függőleges kazánnal és két különálló kéthengeres motorral rendelkezett, amelyek mindegyike egy-egy hátsó kereket hajtott lánc és lánckerék segítségével.

### Taylor Steam buggy
1867-ben Henry Seth Taylor kanadai ékszerész bemutatta négykerekű gőzbogárkocsiját a quebeci Stansteadben megrendezett Stanstead-i vásáron, majd a következő évben is. Az 1865-ben építeni kezdett buggy alapja egy magas kerekű kocsi volt, amely a padlóra szerelt kéthengeres gőzmotort tartó merevítéssel volt ellátva.

### Michaux-Perreaux gőzzel hajtott velocipéd
1867-1869 körül Franciaországban egy Louis-Guillaume Perreaux kereskedelmi gőzgépet csatlakoztattak egy Pierre Michaux fémvázas velocipédhez, így jött létre a Michaux-Perreaux gőzvelocipéd. A Roper gőzzel hajtott velocipéddel együtt ez lehetett az első motorkerékpár. Az egyetlen Michaux-Perreaux gőzzel hajtott velocipéd a Musée de l'Île-de-France-ban, Sceaux-ban található, és 1998-ban szerepelt a The Art of the Motorcycle című New York-i kiállításon.

### Knight of Farnham gőzkocsi
1868-1870-ben John Henry Knight of Farnham négykerekű gőzkocsit épített, amely eredetileg csak egyhengeres motorral rendelkezett.

### Catley and Ayres of York gőzkocsi
1869-ben egy kis háromkerekű jármű, amelyet egy vízszintes, kéthengeres motor hajtott, amely a hátsó tengelyt hajtotta a fogaskerék-hajtás segítségével, csak az egyik hátsó kerék volt meghajtva, a másik szabadon forgott a tengelyen. Hátulra egy függőleges tűzcsöves kazánt szereltek, a tűztér és a kémény fölött polírozott rézburkolattal, a kazánt mahagóni burkolat vette körül. A súlya mindössze 19 kilogramm volt, és az első kerék szolgált a kormányzásra.

### Thomson of Edinburgh közúti gőzös
1869-ben az edinburghi Robert William Thomson által épített közúti gőzhajó azért vált híressé, mert kerekeit nehéz, tömör gumiabroncsokkal látták el. Thomson első közúti gőzhajói, amelyeket saját kis műhelyében, Leithben gyártott, három kerékkel voltak felszerelve, az elülső kis kerék közvetlenül a kormánykerék alatt volt. A 125 mm (4,92 hüvelyk) vastagságú gumiabroncsok belülről hullámosak voltak, és súrlódás útján tapadtak a kerékhez. Ezután a Leith-i Bowershall Iron and Engine Works T. M. Tennant and Co. vállalathoz fordult a gyártásukkal, de mivel 1870-ben nem tudtak lépést tartani a kereslettel, a gyártás egy részét a lincolni Robey & Co. vállalathoz helyezték át. A következő két évben a Robey 32 ilyen járművet gyártott, amelyek 8 vagy 12 lóerős (6,0 vagy 8,9 kW) változatban készültek. Nagy részüket exportálták. Ezek közül egyet Olaszországba (egy bergamói tömegközlekedési kísérlethez), hármat Ausztriába (Bécsbe), a többit Törökországba, Ausztráliába, Új-Zélandra, Indiába, Írországba, Chilébe, Oroszországba (Moszkvába) és Görögországba. Egy további Thomson gőzjárművet építettek 1877-ben, de úgy tűnik, hogy a vontatómotoroktól eltekintve a Robeys 1904-ig nem gyártott közúti gőzjárműveket, amikor is gőzüzemű közúti teherautókat kezdett gyártani.

### Kelet-oroszországi Kemna közúti gőzös
Julius Kemna német iparos 1871-ben kezdte el az angol gőzcséplőgépek értékesítését. Néhány évvel később Kemna különböző más gőzüzemű járművek (például úthengerek), de kiváló minőségű gőzszántó motorok és úthengerek gyártásába is belekezdett.

### Randolph of Glasgow gőzbusz
1872-ben Charles Randolph of Glasgow gőzbuszának súlya négy és fél hosszú tonna (5,0 rövid tonna; 4,6 t) volt, hossza 15 láb (4,57 m), de maximális sebessége csak 6 mérföld/óra (9,7 km/h). A két függőleges kéthengeres motor egymástól függetlenül működött, és mindegyik a hátsó kerekek egyikét hajtotta a fogaskerék-hajtáson keresztül. Az egész jármű zárt volt, mindenütt ablakokkal, hat személyt szállított, és még két vezetőtükörrel is rendelkezett a hátulról közeledő forgalom megfigyelésére, ami a legkorábbi feljegyzett példa ilyen eszközre.

### Bollée gőzbusz
1873 és 1883 között a Le Mans-i Amédée Bollée egy sor gőzzel hajtott személyszállító járművet épített, amelyek 6-12 személy szállítására voltak képesek, és akár 60 km/h (37 mph) sebességgel is közlekedhettek, és olyan neveket kaptak, mint La Rapide, La Nouvelle, La Marie-Anne, La Mancelle és L'Obéissante. A L'Obéissante esetében a kazánt az utastér mögé szerelték, a motor pedig a jármű elején volt elhelyezve, és a differenciálművet egy tengelyen keresztül láncos meghajtással a hátsó kerekekhez hajtotta. A vezető a motor mögött ült, és egy függőleges tengelyre szerelt kerékkel kormányzott. Az elrendezés jobban hasonlított a sokkal későbbi gépkocsikra, mint más gőzjárművekre. Ráadásul 1873-ban mind a négy sarkon független felfüggesztéssel rendelkezett.

### Grenville of Glastonbury gőzautó
1875-1880-ban R. Neville Grenville of Glastonbury egy háromkerekű gőzjárművet épített, amely legfeljebb 15 mérföld/óra (24 km/h) sebességgel haladt. Ez a jármű még ma is létezik, hosszú éveken át a Bristol City Museumban, 2012 óta azonban a Beaulieu-i National Motor Museumban őrzik.

### Cederholm of Sweden gőzjármű
1892-ben Joens Cederholm festőművész és testvére, André kovácsmester megtervezte első autóját, egy kétüléses gépkocsit, amely 1894-ben kondenzátort vezetett be. Ez nem volt sikeres.

### Shearer of South Australia gőzautó
1894-től David Shearer tervezte és építette az első autót Ausztráliában. A dél-ausztráliai Adelaide utcáin 15 mérföld/óra (24 km/h) sebességre volt képes. A kazán saját tervezésű volt, egy vízszintes, félig villámgyors kazán. A kormányzás kormányrúddal történt, és a járműről készült fényképen nyolc utas szállítására alkalmas. Az autóról szóló újságcikkben egy metszetrajz is szerepel a konstrukcióról. Az autó első hivatalos közúti próbája 1899-ben volt.

### De Dion & Bouton gőzjárművek
A Léon Serpollet által kifejlesztett villámgőzkazán a 80-as évek végén és a 90-es évek elején különböző kicsinyített gőzzel hajtott három- és négykerekűek megjelenését eredményezte, különösen a de Dion és Bouton által készítettekét, amelyek sikeresen szerepeltek a hosszú távú versenyeken, de hamarosan kemény versenybe kerültek a közkedveltségért a belső égésű motorral hajtott autókkal, amelyeket a Peugeot fejlesztett ki, és amelyek gyorsan elfoglalták a népszerű piac nagy részét. A belső égésű autók áradatával szemben a gőzautó híveinek hosszú, a modern időkig tartó hátvédharcot kellett vívniuk.

### Locomobile Company of America
Ez az amerikai cég megvásárolta a Stanley testvérek szabadalmait, és 1898 és 1905 között kezdte el építeni gőzkocsijait. A Locomobile Company of America gázüzemű autók építésébe kezdett, és egészen a gazdasági világválságig fennmaradt.

### Stanley Motor Carriage Company
1902-ben az ikerpár Francis E. Stanley (1849-1918) és Freelan O. Stanley megalapították a Stanley Motor Carriage Companyt. Olyan híres modelleket készítettek, mint az 1906-os Stanley Rocket, az 1908-as Stanley K Raceabout és az 1923-as Stanley Steam Car.

## 20. század eleje-közepe
A 20. századi gőzautók részletesebb történetét lásd: Gőzautó.
1906-ban a szárazföldi sebességrekordot egy Fred Marriott által vezetett Stanley gőzautó döntötte meg, amely a floridai Ormond Beachen 204 km/h (127 mph) sebességet ért el. Ez az évente megrendezett, egy héten át tartó "Speed Week" volt a mai Daytona 500 előfutára. Ezt a rekordot 1910-ig egyetlen szárazföldi jármű sem haladta meg, és 2009. augusztus 25-ig ez volt a gőzzel hajtott járművek sebességi világrekordja.

### Doble gőzautó
Kísérleteket tettek arra, hogy fejlettebb gőzautókat dobjanak piacra, a legjelentősebb a Doble-gőzautó volt, amely azáltal, hogy egy rendkívül hatékony egycsöves gőzfejlesztőt épített be a sokkal kisebb vízmennyiség felmelegítésére, valamint az égő és a vízellátás szabályozásának hatékony automatizálásával nagyon jelentősen lerövidítette az indítási időt. A Doble gőzkocsikat 1923-ra a kulcs elfordításával hidegen is el lehetett indítani, és legfeljebb 40 másodperc alatt el lehetett indulni.

### Paxton Phoenix gőzkocsi
Abner Doble fejlesztette ki a Doble Ultimax motort a Paxton Phoenix gőzautóhoz, amelyet a Los Angeles-i McCulloch Motors Corporation Paxton Engineering Divisionja épített. Tartós maximális teljesítménye 120 lóerő (89 kW) volt. A projektet végül 1954-ben ejtették.

### A gőzautó-fejlesztés hanyatlása
A gőzautók népszerűsége csökkent az elektromos indítóberendezés bevezetése után, amely megszüntette a benzinüzemű autók beindításához szükséges kockázatos kézi kurblizás szükségességét. A Henry Ford által bevezetett futószalagos tömegtermelés, amely óriási mértékben csökkentette a hagyományos autók birtoklásának költségeit, szintén nagyban hozzájárult a gőzautók hanyatlásához, mivel a T-modell olcsó és megbízható volt.

## 20. század vége
Lásd gőzautó#Légszennyezés, üzemanyagválságok, újjáéledés és rajongók.

### Megújult érdeklődés
1968-ban új érdeklődés mutatkozott, amelyet néha az újonnan rendelkezésre álló technikák váltottak ki. E tervek némelyike biztonságosabb és érzékenyebb vízcsöves kazánokat használt. A Pennsylvania állambeli Amblerben működő Charles J. & Calvin E. Williams épített egy prototípust. Más nagy teljesítményű gőzkocsikat Richard J. Smith (Midway City, Kalifornia) és A.M. és E. Pritchard (Caulfeld, Ausztrália) épített. Az arizonai Mesa, a General Motors, a massachusettsi Waltham, a Thermo-Electron Corp. és a floridai Sarasota, a Kinetics Inc. is épített nagy teljesítményű gőzgépeket ugyanebben az időszakban. Bill Lear egy zártkörű gőzturbinán is elkezdett dolgozni, amely autók és buszok meghajtására szolgál, és épített egy távolsági buszt, valamint átalakított egy Chevrolet Monte Carlo szedánt, hogy ezt a turbinarendszert használja. Ez egy saját fejlesztésű, Leariumnak nevezett munkafolyadékot használt, amely valószínűleg a DuPont Freonhoz hasonló klór-fluor-szénhidrogén volt.
1970-ben Wallace L. Minto elkészítette a gőzautó egy változatát, amely víz helyett Ucon U-113 fluorokarbon üzemanyaggal dolgozik. A kocsit Minto-kocsinak nevezték el.

### Szárazföldi sebességrekord
2009. augusztus 25-én egy hampshire-i brit mérnökcsapat a Mojave-sivatagban lévő Edwards légibázison futtatta "Inspiration" nevű gőzüzemű autóját, és két futam alatt átlagosan 139,84 mérföld/órás (225,05 km/h) sebességet ért el Charles Burnett III. vezetésével. Az autó 7,62 m (25 láb 0 in) hosszú volt és 3000 kg-ot nyomott, szénszálból és alumíniumból épült, és 12 kazánt tartalmazott több mint 3,2 km (2 mérföld) hosszú gőzcsővel.

## Fordítás
Ez a szócikk részben vagy egészben  a   History of steam road vehicles című angol Wikipédia-szócikk ezen változatának fordításán alapul.  Az eredeti cikk szerkesztőit annak laptörténete sorolja fel. Ez a jelzés csupán a megfogalmazás eredetét és a szerzői jogokat jelzi, nem szolgál a cikkben szereplő információk forrásmegjelöléseként.